# ポプラ (歌手)
ポプラ（本名：福田 スミ子（ふくだ すみこ））は、日本の女性歌手。フリー。栃木県出身。『Gメン'75』や『夢戦士ウイングマン』、ディズニー映画『美女と野獣』の主題歌の歌唱で知られている。

## 略歴
声楽家を目指してクラシックの勉強をしていたが、芸能界にいた姉の紹介でビクターのオーディションを受け、1970年に福田ポプラの芸名でデビュー。グリーン・シティレーベル（ビクター・ワールドグループ）から『チビと坊や』をリリース。1月25日、新宿の東京厚生年金会館で初公演。
同年4月より3か月間、国賓としてソヴィエトへ渡り、18の共和国でコンサートを重ねる。モスクワのエストラーダ劇場での公演を終えて帰国。現地で流行していたフォークソングに自身で日本語詩を付け、2枚目のシングル『タパリャ』をリリース（“タパリャ”はロシア語で“ポプラ”の意味である）。
ビクターとの契約を2年で解消し、1973年春に渡米。アメリカのエンターテインメントを吸収して冬に帰国。
その後は東宝芸能のパッケージショウの歌手となり、日劇ダンシングチームのゲスト歌手として活動。その他ホテルや、赤坂にあったナイトクラブ「コルドンブルー」のショウなどに出演した。
1977年、東宝の仕事で振付家・中川久美と出会い、翌年ミュージカルショウ『ピープル'78』(音楽：前田憲男、演出・振付：中川久美) に出演。これがきっかけとなってミュージカルに夢中になり、1979年、ヨーロッパ経由で単身渡米。マーサ・グラハム、アルヴィン・エイリー、ルイジのスタジオなどでダンスを研鑽。
1980年以降は、コロムビア・レコードにおいてテレビ主題歌（ドラマ／アニメ）や、コミックス・イメージアルバムの歌も担当した。CMソングにも多数起用。'80年代はテレビのスイッチを入れれば、その歌声を耳にする機会はかなり多かった。
1992年に日本公開されたディズニー映画『美女と野獣』に登場するポット夫人の歌唱部分の吹き替えを担当。主題歌「美女と野獣」などを歌った。続編にも同役で出演。
1997年、定期的なライブ活動を南青山マンダラを拠点に開始。以後、会場を六本木のSTB139その他に移して現在に至る。ライブでのレパートリーはジャズやポップスのスタンダード曲が中心で、近年は日本語の曲も多く取り上げられている。

## レコーディング曲

### ドラマ
- 遙かなる旅路 ～Wandering Man～（1980年、『Gメン'75』エンディングテーマ）[3]
- 男と女のメロディー（同上、カップリング曲）

### ミュージカル
- ホワイト・ボーイ　(1980年、『ヘアー』挿入歌）

### アニメ
- 愛ゆえに哀しく（1982年、『FUTURE WAR 198X年』主題歌）
- 愛のソナタ（同上、カップリング曲）
- 星空のエンジェルクイーン（1982年、アニメ映画『1000年女王』主題歌コロムビア・カヴァーヴァージョン）※オリジナル歌手はデラ・セダカ
- CAT'S EYE  (1984年、『CAT'S·EYE』主題歌 コロムビア・カヴァーヴァージョン）※杏里のオリジナル・ヴァージョンは1983年
- SHOW ME YOUR SPACE 〜君の宇宙を見せて〜（1984年、『OKAWARI-BOY スターザンS』主題歌）
- 異次元ストーリー（1984年、『夢戦士ウイングマン』主題歌）
- 私のPretty Boy（1984年、『夢戦士ウイングマン』挿入歌）
- Bad Dreamin'（1984年、『夢戦士ウイングマン』挿入歌）
- Blue Sensation（1984年、『夢戦士ウイングマン』挿入歌）
- 忘れない（1985年、『夢戦士ウイングマン』挿入歌）
- わんぱくダック（1988年、『わんぱくダック夢冒険』主題歌）
- チップとデール（1989年、『チップとデールの大作戦』主題歌）
- 美女と野獣（1992年、『美女と野獣』主題歌）

### コミックス・イメージアルバム
- SHADOW STORY ～哀しみのエスパー～（1982年、『紅い牙 BLUE SONNET』 原作：柴田昌弘）
- YES （同上）
- MASQUERADE ～牙には牙を～（1983年、『紅い牙 BLUE SONNET Ⅱ』）
- IF ～祈り～（同上）
- SOUL BROTHER ～魂の航海～（同上）
- Lonely Game（1984年、『紅い牙 BLUE SONNET Ⅲ』）
- Memory（同上）
- Love Magic （1985年、『マジシャン』 原作：高階良子）
- ガラスのかけら（同上）
- Magician（同上）
- PALM　（1986年、『パーム あるはずのない海』 原作：伸たまき）
- ONE DAY（同上）
- 恋知りそめし（1986年、『華星夜曲』 原作：平田真貴子 ）

### 特撮
- DANGER MELODY　（1983年、『宇宙刑事シャリバン』挿入歌）

### オリジナルビデオ
- No No Give-up（1990年、『女バトルコップ』主題歌）
- believe my life ～わたしは私～（同上、エンディングテーマ）

### CMソング[4]
- ソニー「ウォークマン」(1979年)
- 丸井「丸井のインテリア」(1979年)
- 象印マホービン「ネオサーモス」(1979年)
- 明治製菓「シュライト」(1980年)
- 象印マホービン「エアーポット」♪気分は TEA FOR TWO (1980年)
- 資生堂「ハンドモイスチュアクリーム」(1980年)
- サントリー「赤玉パンチ」(1980年）
- サントリー「赤玉スイートワイン」(1981年）
- 東芝「コーヒーメーカー ミル＆ドリップ」(1981年）
- 味の素ゼネラルフーヅ「BLENDY '82」(1982年)
- ソニー「ウォークマン D.D」(1982年)
- 本田技研工業「HONDA ACTY 4WD タイガーマスク」(1983年）
- 資生堂「ELIXIR '84」(1984年）
- モービル石油 (1985年)
- 大建工業「システム収納 ラムダ」(1985年）
- サントリー「ワインクーラー MONICA」(1985年)
- 明治製菓「ラッキースティック」(1985年)
- ヨドバシカメラ（1986年〜1990年）- 本人出演
- X'cit エキサイト
  - かつて上新電機がヨドバシカメラと業務提携していた時代に大阪市内で展開していた店舗。ヨドバシカメラと同じくリパブリック讃歌の替え歌であった。
- 日清食品「らうめん」(1987年)
- 三菱地所「アセットホーム」♪峠の我が家  (1987年～1991年)
- オンワード樫山「FASHION ENARGY '88」(1988年)
- セゾン生命 (1990年)
- Apple Computer ♪リンゴの唄 (1991年)
- カゴメ「スパイス＆ワインケチャップ Omelette」(1996年)

他多数

## CD
- 『Songs of Love』(ライブコンサートCD) [5]
  - 「2010.8 スイートベイジル」と「2011.3 南青山マンダラ」でのライブコンサートをCDにしたもの。

## 出演

### 舞台
- ダンシング・ヒーローズ 《演出・振付：中川久美／音楽：樋口康雄》（1979年9月21日～25日）
- ヘアー《演出：奈良橋陽子／音楽監督：タケカワユキヒデ、西村誠》（1980年4月4日～29日）
- ダンシング・パズル《構成・演出・振付：中川久美／音楽：樋口康雄、井上鑑》（1980年11月25日～30日）
- 青春 ON STAGE《演出：藤田敏雄》（1980年）
- 血は立ったまま眠っている《作：寺山修司／演出：鈴木完一郎》（1981年9月16日～21日）
- Taking My Turn ～人生はこれからだ～　- ヘレン役　《音楽監督：前田憲男》（1985年、1989年、1990年、1993年）
- Moonlight Beauty　- マリッサ役　《原作：健美路／演出：野沢那智、木島恭》（1989年9月21日～23日）
- 三文オペラ　- ジェニー役　《演出：加藤直／指揮：松尾葉子》（2000年1月22日～23日）

### 吹き替え
- 美女と野獣　- ポット夫人の歌唱部分（1992年9月23日 日本公開）
  - ～挿入歌～ 「ひとりぼっちの晩餐会」「愛の芽生え」「人間に戻りたい」「美女と野獣」
- 美女と野獣 ベルの素敵なプレゼント　- ポット夫人の歌唱部分（1998年11月 VHS、DVD発売）

### テレビ
- サウンド・イン S <TBS> (1981年)
- テレビファソラシド <NHK> (1981年5月～約１年間レギュラー出演)[6]
- BSジャズ喫茶 <NHK BS2> (1998年3月1日)
- 誘われて二人旅 <テレビ朝日> (1987年8月17日～21日)
- 旅の香り 時の遊び <テレビ朝日> (2002年7月16日)

### その他
- 東京ディズニーランドのアトラクション「美女と野獣“魔法のものがたり”」 - ポット夫人役[7]